# اوکراینی‌ها در ایتالیا
اوکراینی‌ها در ایتالیا عمدتاً نیروهای کاری مهاجر اخیر هستند. طبق سرشماری ۳۱ دسامبر ۲۰۱۰ میلادی ۳۸۰٫۰۰۰ اوکراینی در ایتالیا زندگی می‌کنند. بسیاری از زنان اوکراین زندگی در ایتالیا به عنوان مراقبان سالمندان، بیماران لاعلاج، کودکان یا کل خانواده مشغول به کار هستند. اوکراینی‌ها چهارمین جامعهٔ بزرگ مهاجر در ایتالیا هستند.